# Don’t Let Go (Love)
Don’t Let Go (Love) ist ein Lied der US-amerikanischen Band En Vogue aus dem Jahr 1996.

## Entstehung und Veröffentlichung
Das Lied wurde von Sleepy Brown, Marqueze Etheridge, Andrea Martin, Ivan Matias, Ray Murray und Rico Wade geschrieben. Die drei Mitglieder von Organized Noize (Brown, Murray und Wade) sowie Matias zeichneten darüber hinaus auch für die Produktion verantwortlich.
Die Erstveröffentlichung von Don’t Let Go erfolgte als Airplay sowie als Teil des Soundtracks zu Set It Off am 24. September 1996. Am 12. November 1996 erschien das Lied erstmals als offizielle Single bei EastWest sowie am 27. Mai 1997 als Teil von En Vogues dritten Studioalbum EV3.

## Inhalt
Inhaltlich geht es in Don’t Let Go (Love) um die Abhängigkeit von Liebe.

## Musikvideo
Für die Regie war Matthew Rolston (unter dem Pseudonym Alan Smithee) verantwortlich. Zuvor führte er die Regie zu den Musikvideos der Lieder My Lovin’ (You’re Never Gonna Get It) und What a Man von En Vogue. Drehort des Videos war New York City. Zum Song erschienen zwei Musikvideos: Im ersten Clip tragen alle Bandmitglieder den Song schwarzgekleidet vor, dabei sind auch Szenen des Filmes Set It Off zu sehen. Im zweiten Video spielt Mekhi Phifer mit, der sich mit den Bandmitgliedern im Video verabredet; diese tragen – wie im ersten Video – den Song vor, und der Clip ist ebenfalls von den Szenen des Filmes Set it Off begleitet.

## Kommerzieller Erfolg

### Chartplatzierungen
Don’t Let Go avancierte zum Nummer-eins-Hit in Dänemark und Norwegen.
| ChartsChartplatzierungen       | Höchstplatzierung | Wochen |
| ------------------------------ | ----------------- | ------ |
| Deutschland (GfK)              | 7 (23 Wo.)        | 23     |
| Österreich (Ö3)                | 9 (12 Wo.)        | 12     |
| Schweiz (IFPI)                 | 4 (31 Wo.)        | 31     |
| Vereinigte Staaten (Billboard) | 2 (35 Wo.)        | 35     |
| Vereinigtes Königreich (OCC)   | 5 (23 Wo.)        | 23     |

| ChartsJahrescharts (1997)      | Platzierung |
| ------------------------------ | ----------- |
| Deutschland (GfK)              | 29          |
| Schweiz (IFPI)                 | 5           |
| Vereinigte Staaten (Billboard) | 7           |
| Vereinigtes Königreich (OCC)   | 29          |

### Auszeichnungen für Musikverkäufe
| Land/Region                  | Auszeichnungen für Musikverkäufe (Land/Region, Auszeichnung, Verkäufe) | Verkäufe  |
| ---------------------------- | ---------------------------------------------------------------------- | --------- |
| Australien (ARIA)            | Gold                                                                   | 35.000    |
| Belgien (BRMA)               | Gold                                                                   | 25.000    |
| Deutschland (BVMI)           | Gold                                                                   | 250.000   |
| Neuseeland (RMNZ)            | Gold                                                                   | 5.000     |
| Niederlande (NVPI)           | Gold                                                                   | 50.000    |
| Norwegen (IFPI)              | Platin                                                                 | 20.000    |
| Schweiz (IFPI)               | Gold                                                                   | 25.000    |
| Vereinigte Staaten (RIAA)    | Platin                                                                 | 1.000.000 |
| Vereinigtes Königreich (BPI) | Platin                                                                 | 600.000   |
| Insgesamt                    | 6× Gold · 3× Platin ·                                                  | 2.010.000 |

## Coverversionen
- 2007: Deepfield
- 2008: Professor Green feat. Nyomi Gray
- 2011: Little Mix
- 2017: James Hype feat. Kelli-Leigh (More Than Friends)
- 2018: Bastille feat. Craig David, Kianja & Swarmz